# مارکوس اینگوارتسن
مارکوس اینگوارتسن (انگلیسی: Marcus Ingvartsen؛ زادهٔ ۴ ژانویهٔ ۱۹۹۶) بازیکن فوتبال اهل دانمارک است.
از باشگاه‌هایی که در آن بازی کرده‌است می‌توان به باشگاه فوتبال خنک، باشگاه فوتبال نورشلان و باشگاه فوتبال یونیون برلین اشاره کرد.
وی همچنین در تیم‌های ملی فوتبال زیر ۲۱ سال دانمارک و دانمارک بازی کرده‌است.